# 緋咲レイラ
緋咲 レイラ（ひさき レイラ）は日本のファションデザイナー、スタイリスト、イベントプロデューサー、講師、作詞家。

## 人物
2023-24 Autumn Winter　パリ・コレクション参加デザイナー。
17歳から渋谷109のKAPALUAでショップ店員として勤め、複数の渋谷109ブランドで勤務。当時勤めていたブランドでの読者モデルやタレントとのコラボレーショングッズでの成功をきっかけに独立。
2011年にオープンにしたFERNOPAA新宿アルタ店（現在は移転）にてプロデューサーを勤めた。FERNOPAAは小悪魔agehaやメンズスパイダーに掲載されV系ファッションやキャバ嬢に支持されるブランドとなりコスプレ的なファッションは海外からも注目されるブランドとなった。
映画や舞台のスタイリストとして活動後芸能プロダクションダーナエンターテインメントを設立。女性タレントを中心にマネジメントしイケメン団体歌舞伎町プロレスの運営に携わる。歌舞伎町プロレスとコラボレーションした作品で第43回MAF展文部科学大臣賞を受賞している。
現在は自身のブランドTSUKUYOMIBLACKのプロデューサーの他総合学園ヒューマンアカデミーにて講師業を行なっている。

## 来歴

### 出演
「SWITCH～自分らしくあるために～」#9 緋咲レイラさん/アーティスト　BS-TBS

### スタイリスト・衣装
山と渓谷社　きものの着付けと帯結び
株式会社インテリジェンス　バイトde使える！オシャレ女子の“春スタイル”公開
アイエスフィールド・VAP　思春期ごっこ　映画（出演：未来穂香・青山美郷・川村ゆきえ・逢沢りな）
タンバリンアーティスツ 黒椿　舞台（出演：和泉元彌）（荻野可鈴・志田友美・京佳）現夢見るアドレセンス
タンバリンアーティスツ テレビ朝日制作 仮面ライダーオーズWONDERFUL将軍と２１のコアメダル・試写会（荻野可鈴　現夢見るアドレセンス）
タンバリンアーティスツ　新耳袋２ゴーストノクターン　舞台（原作・木原浩勝　出演：小川麻琴）
タンバリンアーティスツ　タンバリンマニア赤き血のイレブン　舞台　（市原朋彦）
徳間ジャパン exist trace　アルバム「VIRGIN」衣装
SYBIRD イケメンヴァンパイア主題歌「Rouge」 淳（NIGHTMARE YOMI）
NHK　カイトアンサ　Qバスターズ　（安東心・峯田大夢・川上晃二）

### 作詞
純情乙女のパワー（作曲 DAICHI YOKOTA 作詞 緋咲レイラ）
Together（作曲 DAICHI YOKOTA 作詞 緋咲レイラ）

### TSUKUYOMIBLACK
2023-24 Autumn Winterパリ・コレクション参加。タイダイ染め泥染めなどの手染めを中心としたブランド。コンセプトは非公開、ターゲット未定の一点物を中心としたブランド。 BLUEラインは「LOVEDROP」を中心としたタイダイ染めシリーズを、BLACKラインは「YOMI」を始めとした神社や月のグラフィックデザインを展開する男女兼用のユニセックスブランドとして8月8日にプレオープンした。
モデルにYouTuberのゾゾゾの長尾(しょうちゃん)、0,1gの誤算水田魔梨が参加している。

### 受賞作品
第43回MAF展文部科学大臣賞受賞
第43回展は、2016年10月30日から11月6日まで東京都美術館（上野公園）で開催されました。　優秀作品に対して、「MAF賞」（相澤久徳）、「内閣総理大臣賞」、「文部科学大臣賞」、「経済産業大臣賞」、「厚生労働大臣賞」「地方創生大臣賞」（松崎幸司）、「クールジャパン賞」（６次元アニメーション）、特別デザイン賞（文化服装学院の生徒３名）などが賞与されました。

### プロレス
三富政行・小波を始めとするレスラーのグッズデザイナーとして携わっている。
当時緋咲の会社でマネジメントしていた歌舞伎町プロレスは2015年新宿FACEにて立ち上げ。歌舞伎町をホームとした興行でゴールデン街やLee3ビルで開催する等地域密着のイベントを開催した。
毎回超満員イベントとなりその話題性から全試合にスポンサード企業が協賛につくスタイルを維持している。
2016年に行われた新宿シネシティ広場での公開試合を最後に活動を停止していたが、2019年3月に三富政行プロデュース興行として復活した。現在の関係性は不明。
緋咲はインタビューで幼少から大日本プロレスに慣れ親しんでいたと答えている。

## 関連人物
山本耀司
奄美大島